# Homero Pires
Homero Pires (Ituaçu, 7 de fevereiro de 1887 — Rio de Janeiro, 4 de julho de 1962) foi um político, jurista e professor brasileiro. Exerceu o mandato de deputado federal constituinte pela Bahia em 1934.

## Biografia

### Educação
Durante a alfabetização, passou pelos colégios Carneiro Ribeiro, Spencer, 7 de Setembro e São José. Mais tarde, cursou as faculdades de Direito do Rio de Janeiro, quando a cidade ainda era a capital do país, e da Bahia, onde se formou em 1910 .

### Atuação profissional
Homero Pires foi Professor Catedrático de Direito público e Constitucional na Faculdade de Direito  da Bahia, e  de  Teoria Geral  do Estado  na Faculdade de  Direito  da Universidade do Estado da Guanabara, atual Universidade do Estado do Rio de Janeiro.

### Trabalhos publicados e reconhecimento nacional
Homero Pires ocupou a Cadeira 28 da Academia de Letras da Bahia e publicou as seguintes obras: 
- Álvares de Azevedo (ensaio biográfico, 1931)
- Obras completas de Álvares de Azevedo (organização, 1942)
- Antônio de Castro Alves, poesias escolhidas (seleção, prefácio e notas, 1947)
- Rui Barbosa e os livros (1949)
- Rui Barbosa e o Exército (1950)
- Do reconhecimento das perdas jurídicas no direito internacional privado
- Mar livre, canal livre
- Do estado e da capacidade do direito internacional privado
- Política da França
- Rui Barbosa escritor e orador
- O professor Carneiro Ribeiro; o homem, o meio, a obra e
- Camilo — mestre do sarcasmo e da sátira e Junqueira Freire, sua vida, sua época, sua obra.[1]. [3]

## Vida política
Em 1924, foi eleito deputado federal pela Bahia, cumprindo o mandato até 1926, quando foi reeleito. Ficou no cargo até 1929, mesmo ano em que foi um dos redatores do manifesto que apresentou a candidatura de Getúlio Vargas à presidência da República .

Em 1930 foi eleito novamente ao cargo de deputado federal, mas seu mandato foi interrompido no mesmo ano, após a vitória do movimento revolucionário que depôs o então presidente Washington Luís e colocou Vargas no lugar . 